# Naturschutzgebiet Breiter Berg bei Haselstein
Das Naturschutzgebiet Breiter Berg bei Haselstein ist ein rund 182 Hektar großes Naturschutzgebiet in der hessischen Gemeinde Nüsttal im Landkreis Fulda. Der größte Teil des Gebiets ist als Kernzone im Biosphärenreservat Rhön ausgewiesen.
Außerdem liegt das Naturschutzgebiet innerhalb des deutlich größeren EU-Vogelschutzgebiets Hessische Rhön (Kennung DE-5425-401). Dadurch sind die Flächen Teil des europäischen Schutzgebietsnetzes Natura 2000.

## Lage und Daten
Das Naturschutzgebiet Breiter Berg bei Haselstein liegt zwischen den Nüsttaler Ortsteilen Haselstein und Oberaschenbach direkt an der Landesgrenze zu Thüringen. Innerhalb des Naturschutzgebiets liegen neben dem Breiten Berg noch die Kielkuppe, der Schweins-Berg sowie die Kleine Ganskuppe und die Große Ganskuppe. Naturräumlich gehört das Naturschutzgebiet zum Westlichen Rhönvorland.
Als Naturschutzgebiet wurde es 1997 mit der Kennnummer 1631033 im hessischen Verzeichnis ausgewiesen. Es hat die WDPA-Nummer 318237. Schon vor 2011 waren 74,8 ha seiner Fläche als Kernzone im Biosphärenreservat Rhön ausgewiesen. Zum 27. August 2013 wurde diese Fläche um 31,32 ha erweitert. Die restliche Fläche hat den Schutzstatus der Pflegezone.

## Geschichte
Im Gebiet war schon vor der Ausweisung als Naturschutzgebiet vom zuständigen Forstamt eine Altholzinsel ausgewiesen worden. Auf einer 14,5 ha großen Fläche, in der Keuper zu Tage tritt, wurde Saatgut der Winterlinde gewonnen. Die Genehmigung dazu wurde mit der Neufassung der Verordnung zur Ausweisung als Naturschutzgebiet 2013 gestrichen.

## Flora
Das Naturschutzgebiet „Breiter Berg“ ist größtenteils bewaldet, wobei dort verschiedene Waldgesellschaften vorkommen. Außerdem gibt es, insbesondere an den Randbereichen, Grasland wie Goldhafer-Wiesen, Weidelgras-Fettweiden, kleinflächige Trollblumen-Feuchtwiesen sowie kleinere Feuchtbrachen und Seggenriede sowie verschiedene Hochstauden- und Ruderalfluren.

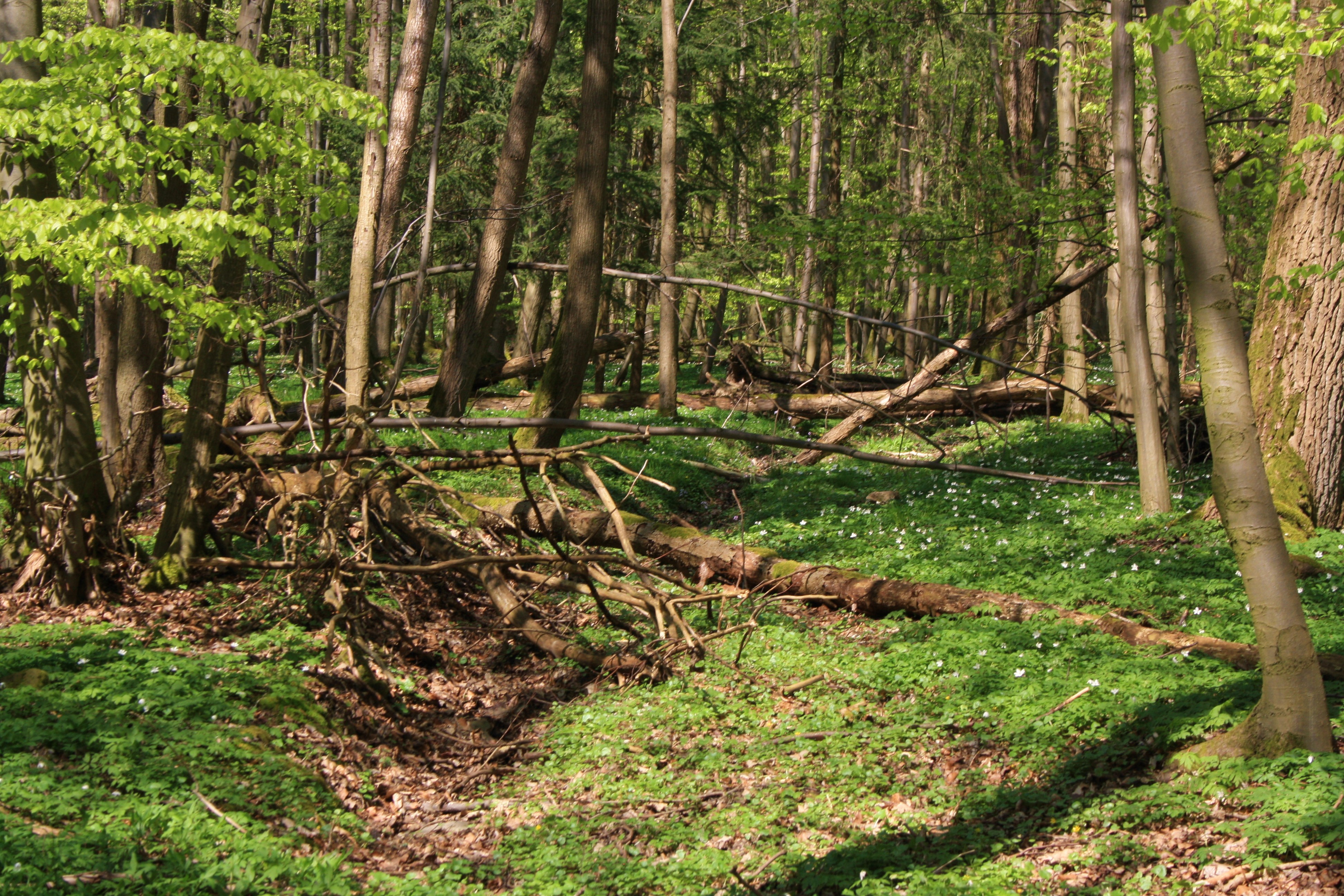
Buchenwald mit Totholzinsel

Aufgrund von unterschiedlichen Nährstoff- und Gewässerbedingungen bildeten sich verschiedene Buchenwaldgesellschaften. Der nach dem Waldmeister benannte Waldmeister-Buchenwald ist die am meisten vorkommende Waldgesellschaft. Neben dem Waldmeister sind dort Wald-Veilchen, Zahnwurz und Goldnessel häufig vorkommende Kräuter. Zu finden sind außerdem Wald-Ziest, Hexenkraut und Silberblatt. Daneben kommen Orchideen und einige weitere geschützte Pflanzenarten wie Türkenbundlilie und Gemeine Akelei vor.
Nur in kleineren Bereichen besonders an der Kleinen Ganskuppe findet sich Waldgersten-Buchenwald. Neben der dort häufig vorhandenen Waldgerste sind dort Wald-Bingelkraut und Aronstab häufig zu finden. In nur kleinen Flächenanteilen findet sich der bodensaure Hainsimsen-Buchenwald, welcher eine ausgesprochen artenarme Waldgesellschaft ist.
In weiteren Bereichen findet sich Eichen-Hainbuchenwald. Neben der Buche sind dort in gleichem Umfang Hainbuche, Stieleiche und Winterlinde zu finden. Diese Waldgesellschaft kommt in Bachnähe und an sickerfeuchten, leicht geneigten Hängen vor. An dem sich anschließenden frischen bis feuchten Hangbereichen ist zudem ein Eschen-Mischwald zu finden. Hauptsächlich wachsen dort Berg-Ahorn und Esche. Diese kleineren Bestände sind in Buchenwaldgesellschaften eingebettet und in der Krautschicht finden sich Scharbockskraut, Ruprechtskraut und Bärlauch als wichtigste Arten.
Wenige Vorkommen gibt es von Blockschuttwald als Sommerlinden-Bergulmen-Blockschuttwald vorwiegend an steilen nord- und ostexponierten Basaltblockhängen.
Eine weitere selten vorkommende Waldgesellschaft entlang feuchter Bachtäler ist der Schwarzerlen-Eschen-Auwald, in welchem hauptsächlich Schwarz-Erle, Traubenkirsche und Esche den Baumbestand dominieren. Ferner sind kleinflächige Fichten- und Nadelholzforste sowie Laub-Nadelbaum-Mischforstgesellschaften gemeinsam mit großflächigeren Laubholz-Aufforstungen im Naturschutzgebiet zu finden.